# Fortificações de fronteira da Checoslováquia

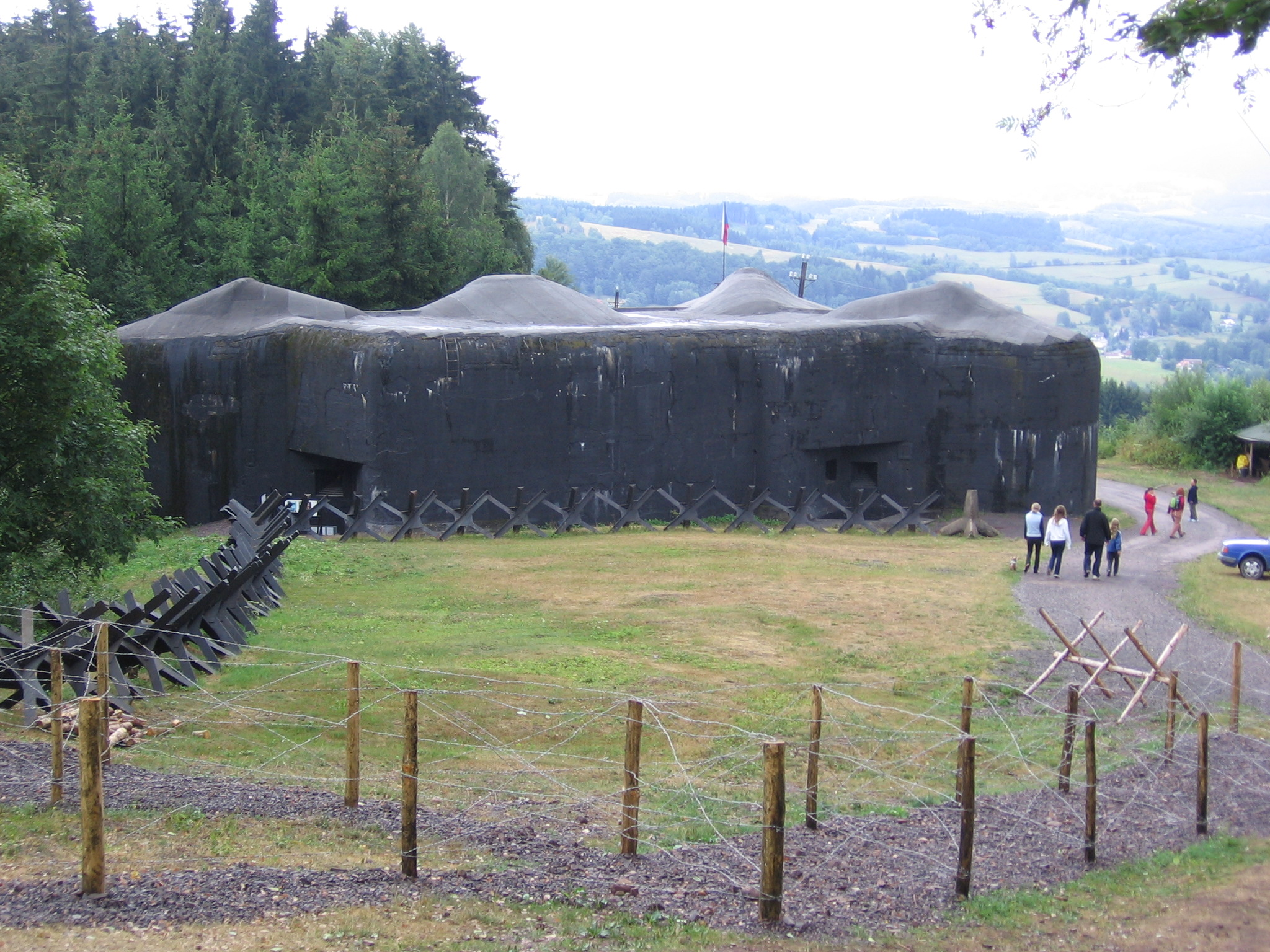
T-S 73 Polom

A Checoslováquia construiu um sistema de fortificações de fronteira, bem como algumas linhas defensivas fortificadas no interior, de 1935 a 1938, como uma contramedida defensiva contra a crescente ameaça da Alemanha Nazista. O objetivo das fortificações era impedir a tomada de áreas-chave por um inimigo — não apenas a Alemanha, mas também a Hungria e a Polônia — por meio de um ataque repentino antes que a mobilização do Exército da Checoslováquia pudesse ser concluída, e permitir uma defesa eficaz até que os aliados — Grã-Bretanha e França, e possivelmente a União Soviética — pudessem ajudar.

## História
Com a ascensão de Hitler e suas demandas pela unificação das minorias alemãs, incluindo os alemães dos Sudetos, e o retorno de outros territórios reivindicados — Região dos Sudetas — a alarmada liderança tchecoslovaca começou planos defensivos. Embora algumas estruturas defensivas básicas tenham sido construídas no início, foi somente após conferências com os militares franceses sobre seu projeto que um esforço em larga escala começou.
Uma mudança na filosofia de projeto foi perceptível nas "casamatas" e blocos maiores, semelhantes à Linha Maginot na França, quando o programa de construção massivo começou em 1936. O plano original era terminar o primeiro estágio da construção em 1941-1942, enquanto o sistema completo deveria ter sido concluído no início da década de 1950.
A construção foi muito rápida e, na época do Acordo de Munique, em setembro de 1938, havia um total de 264 blocausses pesadas (pequenos fortes ou elementos de fortalezas) e 10.014 casamatas leves, o que significa cerca de 20% dos objetos pesados e 70% dos objetos leves. Além disso, muitos outros objetos estavam quase concluídos e teriam sido funcionais pelo menos como abrigos, apesar da falta de certos armamentos pesados em algumas estruturas.
Após a ocupação alemã das regiões fronteiriças da Tchecoslováquia como resultado da Crise dos Sudetos, os alemães usaram esses objetos para testar e desenvolver novas armas e táticas, planejar e praticar os ataques eventualmente usados contra a Linha Maginot e os fortes da Bélgica, resultando em um sucesso surpreendente. Após a queda da França e dos Países Baixos, os alemães começaram a desmantelar o "Muro Beneš", explodindo as cúpulas, ou removendo-as e as embrasuras, algumas das quais foram posteriormente instaladas na Muralha do Atlântico.
Mais tarde na guerra, com as forças soviéticas a leste derrubando a frente alemã, os alemães consertaram às pressas o que puderam das fortificações, muitas vezes apenas tapando com tijolos os buracos onde antes ficavam as canhoneiras, deixando um pequeno buraco para uma metralhadora. A porção leste-oeste da linha que ia de Ostrava a Opava, um vale fluvial com uma subida íngreme ao sul, tornou-se cenário de combates pesados.[carece de fontes?]
Durante a Segunda Guerra Mundial, os alemães removeram muitas peças blindadas, como domos, cúpulas e canhoneiras da maioria dos objetos. Alguns objetos se tornaram sujeitos a testes de projéteis de penetração ou explosivos alemães e estão muito danificados. No período pós-guerra, muitas das peças blindadas restantes foram descartadas como resultado da perda de seu valor estratégico e do impulso geral para o aço.
Após a guerra, elas foram ainda mais despojados de materiais úteis e então selados. Algumas das grandes estruturas subterrâneas continuaram a ser usadas muito tempo depois como depósito de equipamentos militares, e algumas ainda são até hoje, pelo Exército Tcheco novamente independente.

## Projeto

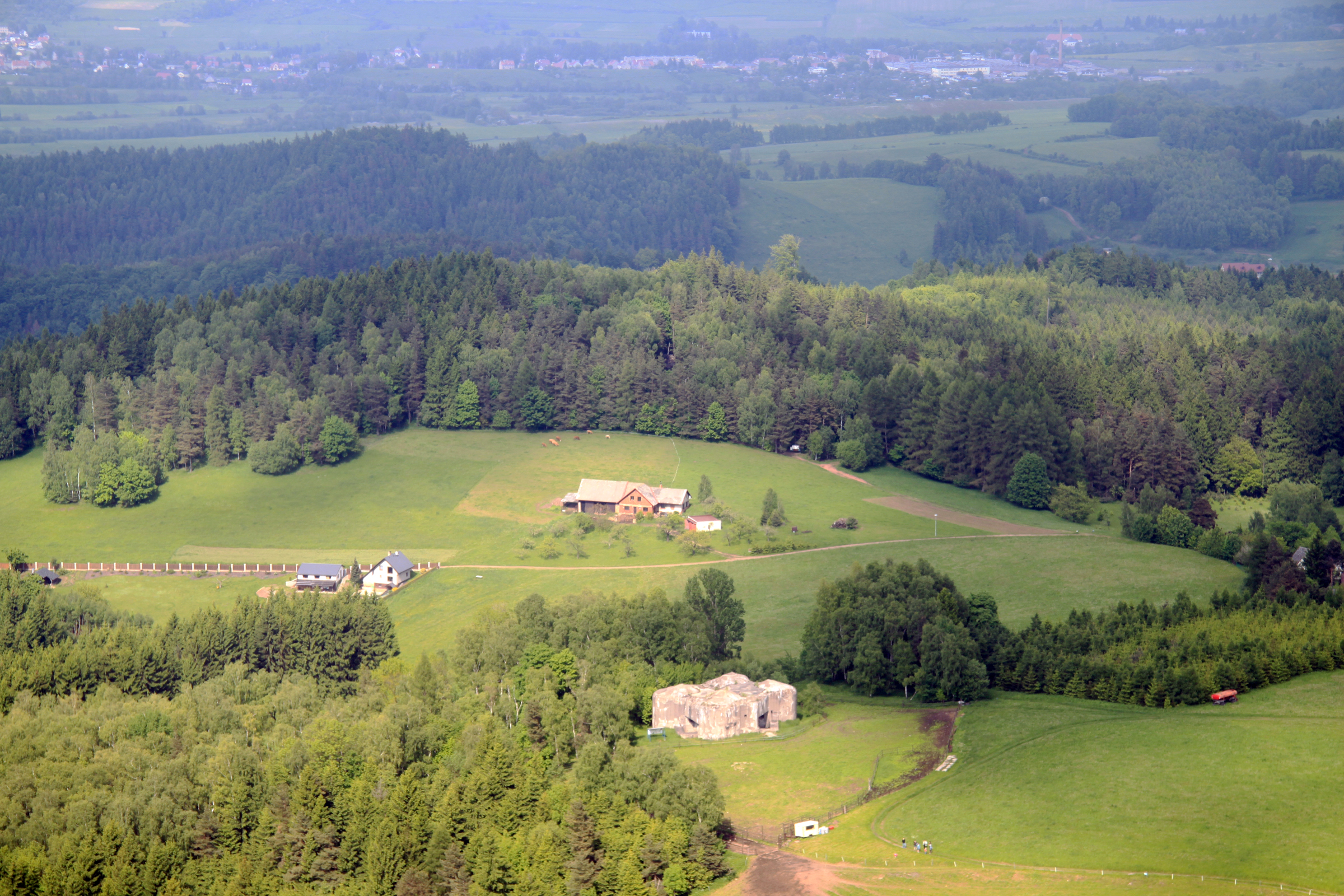
N-D-S 73 Jeřáb, parte da fortaleza Dobrošov perto de Náchod

A filosofia básica do projeto era uma linha defensiva mútua, ou seja, a maior parte do poder de fogo era direcionada lateralmente do inimigo que se aproximava. A parede frontal de todas as fortificações, grandes e pequenas, era a mais espessa, coberta de pedras e detritos, e coberta novamente com solo, de modo que até mesmo os projéteis de maior calibre teriam perdido a maior parte de sua energia antes de atingir o concreto. O único armamento frontal eram as portas de metralhadoras em cúpulas projetadas para fins de observação e anti-infantaria. Qualquer unidade inimiga que tentasse passar entre os blocausses seria parada por barricadas antitanque, anti-infantaria, metralhadoras e tiros de canhão. Alguns dos blocausses maiores, ou fortes de artilharia, tinham morteiros de fogo indireto e montagens de canhões pesados. Atrás das estruturas principais, havia duas fileiras de casamatas menores de quatro a sete homens que espelhavam seus parentes maiores, com uma frente bem protegida e fogo cruzado lateral para parar qualquer inimigo que conseguisse chegar ao topo do forte ou viesse por trás. A maioria das linhas consistia apenas de casamatas menores.
Os "objetos leves" eram caixas ocas simples com uma ou duas posições de metralhadora, um periscópio de observação retrátil, tubos de granada, um soprador de ar operado manualmente e uma porta interna sólida a 90 graus de uma porta externa de barra de aço. A metralhadora era montada perto do final do cano, de modo que o orifício da porta fosse grande o suficiente apenas para as balas e uma mira para ver através, ao contrário da maioria dos outros projetos onde uma grande abertura é usada. Uma placa de aço pesada poderia ser deslizada para baixo para fechar rapidamente o pequeno orifício para proteção adicional.
Os "objetos pesados" eram blocausses de infantaria muito semelhantes à parte sul da Linha Maginot, mas com melhorias substanciais. Assim como as casamatas, os canhões e metralhadoras eram articulados na ponta e, desta vez, totalmente fechados, protegendo os ocupantes de todos os canhões, exceto os mais pesados. As fortalezas tinham um sistema de ventilação completo com filtragem, de modo que nem mesmo ataques químicos afetariam os defensores. Além da energia da rede, um motor a diesel de dois cilindros fornecia energia interna. Essas fortificações também tinham banheiros completos e amenidades de lavatório, um luxo em comparação com suas casamatas francesas - no entanto, essas instalações foram projetadas para serem usadas apenas durante o combate. Embora em grande parte ocas com algumas paredes de concreto como parte da estrutura, cada câmara era dividida em salas menores por paredes simples de tijolo e argamassa, com uma última abertura no teto preenchida com cortiça alcatroada, já que a construção de algumas das casamatas parou antes que as paredes internas fossem concluídas.

## Situação atual

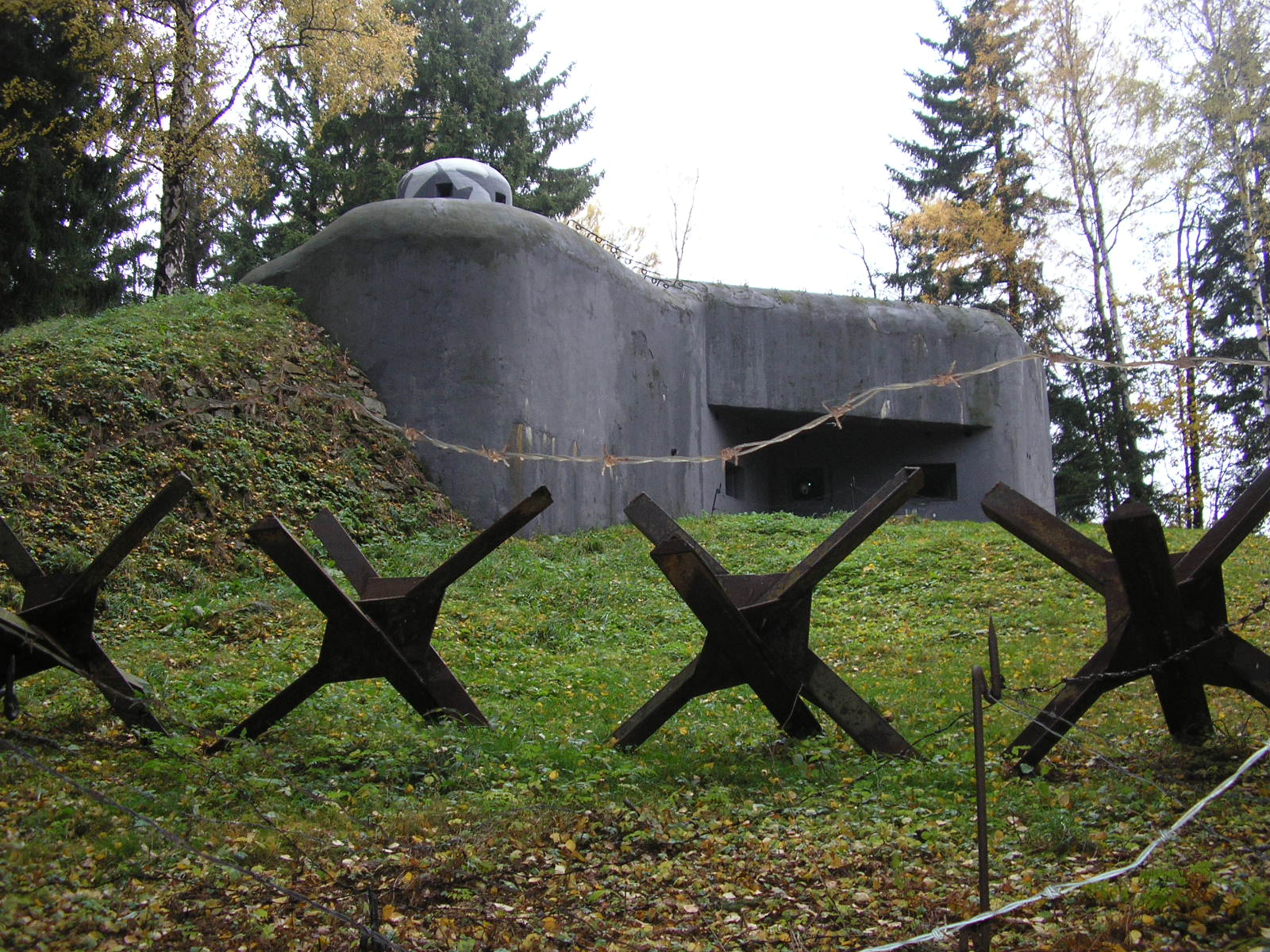
K-S 5 U

Atualmente, quase todos os objetos leves restantes são livremente acessíveis. Alguns dos objetos pesados também são acessíveis, outros podem ser alugados ou vendidos para entusiastas. Um certo número foi transformado em museus e duas das fortificações de artilharia, a saber, "Adam" e "Smolkov" são depósitos de munições militares, o Forte "Hůrka" sendo um depósito de munições até 2008, agora é um museu. O Forte de Artilharia "Hanička" estava sendo reconstruído em um abrigo moderno para o Ministério do Interior entre 1979 e 1993, mas foi declarado desnecessário em 1995. Um museu foi criado lá.[carece de fontes?]
Muitos dos museus abertos estão localizados entre Ostrava e Opava, com mais deles perto da cidade de Králíky, perto de Kłodzk, perto da atual fronteira polonesa, que era a fronteira alemã antes da Segunda Guerra Mundial. Dos nove fortes de artilharia que foram concluídos ou estavam em construção até setembro de 1938, seis agora funcionam como museus, enquanto dois ainda são usados pelos militares, com um adicional não acessível.[carece de fontes?]